# به‌دور از جاده
به‌دور از جاده (لهستانی: Daleko od szosy) یک مجموعهٔ تلویزیونی درام لهستانی است که در سال ۱۹۷۶ منتشر شد.

## گزیدهٔ بازیگران

### اصلی
- کشیشتف استروئینسکی
- سواوومیرا وژینسکا
- ایرنا شِـفچیک

### فرعی
- باربارا خوراویانکا
- یان ماخولسکی
- باربارا بورسکا
- آنا شچپانیاک
- آنتونی یوراش